# PortAventura World
Koordinaten: 41° 5′ 5″ N, 1° 9′ 5″ O
PortAventura World ist mit etwa 3,5 Millionen Besuchern jährlich das größte spanische Freizeit-Resort. Es liegt in Luftlinie etwa 90 km westsüdwestlich von Barcelona an der Mittelmeerküste bei Vila-seca und Salou (Costa Daurada, Provinz Tarragona, Katalonien).
Zu dem Resort gehören zurzeit der Freizeitpark PortAventura Park, das im April 2017 eröffnete Ferrari Land, der Wasserpark Caribe Aquatic Park sowie die sechs Hotels El Paso, PortAventura, Caribe, Gold River, Mansión de Lucy und Colorado Creek.

## Unternehmensgeschichte
Am 1. Mai 1995 wurde auf einem Gelände, das auch für das jetzige Disneyland Resort Paris in Betracht gezogen worden war, der Freizeitpark Port Aventura eröffnet. Er wurde von einem Konsortium aus spanischen Investoren, angeführt von der katalanischen Sparkasse la Caixa, und dem US-amerikanischen Brauereikonzern und Freizeitparkbetreiber Anheuser Busch errichtet, zu denen während der Bauphase die britische Tussauds Group stieß, die knapp 40 % der Anteile und das Management des Parks übernahm. Insgesamt wurden 48 Milliarden Peseten (ca. 290 Millionen Euro) in das von der Generalitat de Catalunya geförderte Projekt investiert. Unter seinem Generaldirektor Luis Rullán zog der Park bereits in der ersten Saison 2,7 Millionen Besucher an. In den folgenden Jahren wechselten die Eigentumsverhältnisse und der Name des Parks mehrfach. 1997 übernahmen die Universal Studios die Anteile der Tussauds Group sowie das Management des Parks und benannten ihn 1999 in Universal's Port Aventura und 2000 in Universal Studios Port Aventura um. 2002 wurde er als Themenpark Universal Port Aventura Teil des Komplexes Universal Mediterránea, der außerdem den Wasserpark Costa Caribe und die Hotels Port Aventura und El Paso umfasste.
2004 verkaufte das Unternehmen NBC Universal, das nach dem Zusammenschluss der Universal Studios mit NBC gebildet worden war, die Universal-Anteile an den größten Anteilseigner la Caixa, die damit knapp 80 % hielt und auch die Geschäftsführung übernahm. Ebenfalls 2004 übernahm la Caixa die Anteile von Anheuser Busch und wurde damit praktisch Alleineigentümerin. Seit 2005 trägt der Park wieder seinen ursprünglichen Namen, allerdings aus Gründen des Markenschutzes ohne Leerzeichen (PortAventura). Nachdem der Park über mehrere Jahre Verluste eingefahren hatte, kam er unter der Leitung der neuen Generaldirektorin Mercedes de Pablo 2004 wieder in die Gewinnzone und erreichte 2007 die bisherige Rekordbesucherzahl von 4,1 Millionen. 2007 brachte la Caixa die Beteiligung an PortAventura in seine neugegründete Holdinggesellschaft Criteria CaixaCorp S.A. ein.
Nachdem PortAventura infolge der beginnenden Eurokrise im ersten Halbjahr 2009 14,4 Millionen Euro Verlust gemacht hatte und die Besucherzahl 2009 auf 3,3 Millionen gefallen war, beteiligte sich Ende 2009 die Investmentgesellschaft Investindustrial des in Spanien lebenden italienischen Geschäftsmanns Carlo Bonomi am Park. Im Zuge dieser Transaktion wurde das bisherige Unternehmen Port Aventura S.A. in zwei separate Gesellschaften aufgespalten. Der größte Teil der Grundstücke samt Golfplatz und Beachclub sowie ein Teil der Hotels ging an die Mediterranea Beach & Golf Resort S. A. (MBGRSA), die im Alleinbesitz von Criteria blieb, das seit 2011 als CaixaBank S.A. firmiert; die eigentlichen Vergnügungsparks und die übrigen Hotels gingen an die Port Aventura Entertainment S.A. (PAESA), an der Investindustrial im Wege der Kapitalerhöhung 50 % erwarb. Investindustrial übernahm auch das Management des gesamten Komplexes und kündigte für die nächsten vier Jahre Investitionen von 80 Millionen Euro für die Modernisierung und Erweiterung des Parks und neue Attraktionen an.
2010 übernahmen Fernando Aldecoa und Enrique Fontecha die Direktion des Parks. Nachdem MBGRSA seine verbliebenen Hotels im September 2012 an PAESA verkauft hatte, erwarb Investindustrial im November desselben Jahres auch die restlichen 50 % der Anteile an PAESA und wurde damit Alleineigentümerin von PortAventura. Ein Jahr darauf, am 6. Dezember 2013, gab PortAventura bekannt, dass die US-amerikanische Risikokapitalgesellschaft KKR mit Wirkung von Januar 2014 49,9 % an PAESA von Investindustrial übernimmt, das weiterhin mit 50,1 % beteiligt bleibt. Angestrebt wird ein weiterer Ausbau des Vergnügungsparks und eine stärkere Internationalisierung der Klientel.

## Freizeitpark

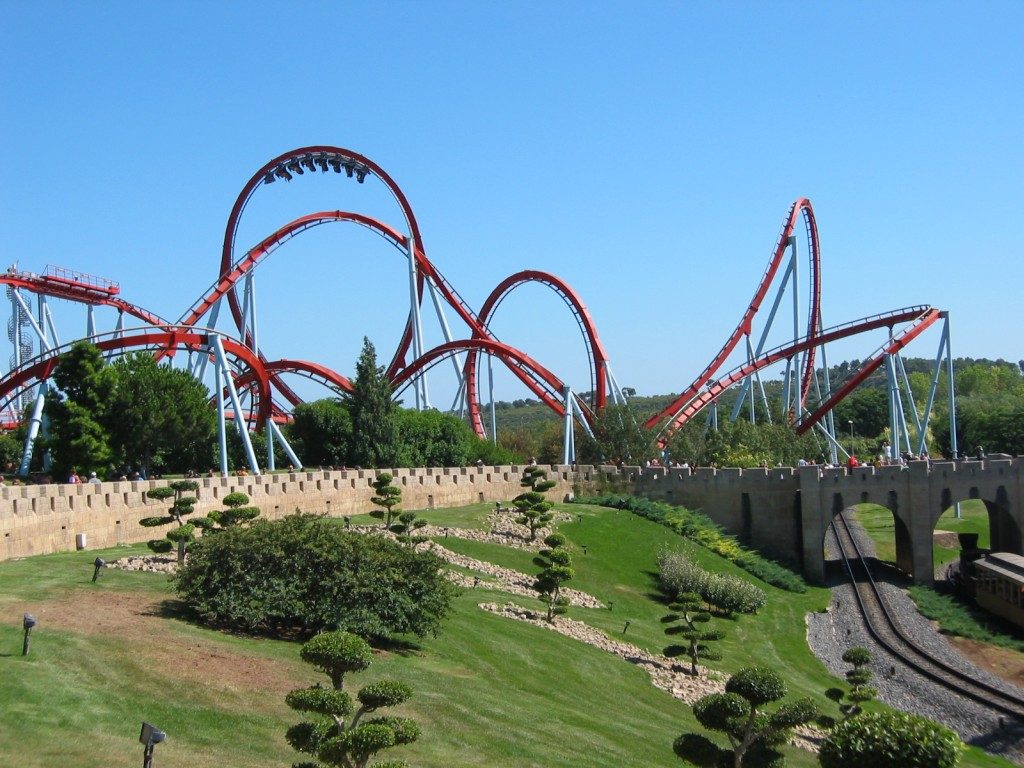
Dragon Khan

Zum Freizeitpark gehört die Achterbahn Dragon Khan, die bei ihrer Eröffnung 1995 die Bahn mit den meisten Inversionen weltweit war. Außerdem findet man hier die zwei parallel fahrenden Holzachterbahnen Stampida sowie viele Shows und in der Hauptsaison die preisgekrönte Show Fiestaventura. Zu den neueren Attraktionen zählt der Freifallturm Hurakan Condor, der in der Saison 2005 eröffnet wurde. Er ist 103 m hoch, die Fallhöhe beträgt 86 m und die höchste Fallgeschwindigkeit beträgt 115 km/h. Die Achterbahn Furius Baco besteht seit 2007 und war mit 135 km/h zu diesem Zeitpunkt die schnellste Europas. Nach dem kurzen Öffnen der deutschen Achterbahn Ring-Racer musste der Prototyp von Intamin seinen Rekord abgeben. Seit Bekanntgabe der erneuten und endgültigen Schließung der Achterbahn am Nürburgring, wurde Furius Baco wieder die schnellste Achterbahn in Europa. Bis heute ist Furius Baco weltweit die einzige Achterbahn ihres Typs. Im Jahre 2012 eröffnete der Freizeitpark die Achterbahn Shambhala, welche die Skyline veränderte. Dieser Hypercoaster überbietet gleich drei Rekorde: Er wurde mit 76 Metern Höhe Europas höchste Achterbahn, zudem besitzt er mit 78 Metern die zu diesem Zeitpunkt längste Abfahrt einer Achterbahn in Europa und ist gleichzeitig Europas schnellster Hypercoaster mit 134 km/h. Im Jahre 2017 wurden die europäischen Rekorde im Geschwindigkeit, Höhe und Abfahrt mit der Achterbahn Red Force im ebenfalls zur PortAventura World gehörenden, im gleichen Jahr eröffneten Ferrari Land überboten. Diese ist 112 Meter hoch und hat eine deutlich höhere Geschwindigkeit von 180 km/h.
| Name                               | Typ                    | Hersteller           | Themenbereich  | Bemerkung                                                              | Eröffnung |
| ---------------------------------- | ---------------------- | -------------------- | -------------- | ---------------------------------------------------------------------- | --------- |
| Dragon Khan                        | Sitting Coaster        | Bolliger & Mabillard | China          | ehemaliger Weltrekordhalter als Achterbahn mit den meisten Inversionen | 1995      |
| El Diablo                          | Mine Train             | Arrow Dynamics       | Mexiko         | eine Achterbahn durch eine verlassene Bergwerkgegend mit 3 Lifthills   | 1995      |
| Furius Baco                        | Accelerator Coaster    | Intamin              | Mediterrània   | Erste Achterbahn des Typs Wing Rider                                   | 2007      |
| Red Force                          | Accelerator Coaster    | Intamin              | Ferrari Land   | Höchste und schnellste Achterbahn Europas                              | 2017      |
| Shambhala                          | Hyper Coaster          | Bolliger & Mabillard | China          | Europas dritthöchste Achterbahn                                        | 2012      |
| Stampida                           | Duelling Woodencoaster | CCI                  | Far West       | Duell-Holzachterbahn durch den Wilden Westen                           | 1997      |
| Tami-Tami                          | Junior Coaster         | Vekoma               | SésamoAventura | Familienachterbahn durch den Kinderbereich                             | 2007      |
| Tomahawk                           | Woodencoaster          | CCI                  | Far West       | Holzachterbahn für die jüngeren Besucher                               | 1997      |
| Uncharted: The Enigma of Penitence | Dunkelachterbahn       | Intamin              | Far West       | Nach der Spieleserie Uncharted thematisiert                            | 2023      |

| Name                | Typ              | Hersteller | Themenbereich | Bemerkung                                                                                                | Eröffnung |
| ------------------- | ---------------- | ---------- | ------------- | --- | --------- |
| Angkor              | Splash Battle    | Mack Rides | China         | längster Splash Battle der Welt, aufwändige Thematisierung ist der Tempelanlage Angkor Wat nachempfunden | 2014      |
| Canoes              | Kanufahrt        |            | Polynesien    | Fahrt für Kinder auf Flüssen durch den exotischen Teil des Parks                                         | ??        |
| Grand Canyon Rapids | Rapid River      | Intamin    | Far West      | Rafting durch die Schluchten des Grand Canyons                                                           | 1995      |
| Silver River Flume  | Log Flume        | Mack Rides | Far West      | klassische „Baumstamm“-Wildwasserbahn                                                                    | 1995      |
| Tutuki Splash       | Shoot-The-Chutes | Intamin    | Polynesien    | sehr nasse Bootsfahrt durch einen Vulkan                                                                 | 1996      |
| Waitan Port         | Rundfahrt        |            | China         | entspannende Rundfahrt von China bis zum Mittelmeer                                                      | 1995      |

## Besucherzahlen
Entwicklung der Besucherzahlen

## Unfälle
Am 6. Juni 2012 ereigneten sich auf der Wasserbahn „Tutuki Splash“ innerhalb kurzer Zeit gleich zwei Unfälle. Nachdem eines der Boote die Abfahrt heruntergefahren war, wurde es durch die Wellenbewegung vorne so stark angehoben, dass die linken vorderen Führungsrollen aus dem Führungskanal sprangen und auf ihm aufsetzten. Das Boot verkeilte sich dadurch im Kanal und blieb stecken. Unmittelbar nachdem die Fahrgäste das Boot verlassen hatten, fuhr das nachfolgende Boot ungebremst auf. Im Verlauf der Unfälle und danach stürzten mindestens 2 Personen ins Wasser.
Am 10. Februar 2024 wurden 14 Menschen verletzt, zwei davon schwer, als ein Baum wegen eines Sturmes auf die Holzachterbahn Tomahawk fiel.

## Auszeichnungen
In den Jahren 2012, 2013, 2014, 2015, 2016, 2017, 2018 und 2019 bekam PortAventura World den „Worldofparks-Award“ als Europas bester Freizeitpark und für seine wechselnden Shows in den Jahren 2014, 2015, 2016, 2017, 2018 und 2019 den „Worldofparks-Award“ als Beste Show in einem europäischen Freizeitpark.